# Odyssea
Odyssea  es un género de planta con flor,  perteneciente a la familia de las poáceas. Es originario de las regiones costeras del Mar Rojo y del sudoeste de África tropical.

## Etimología
Nombre que alude a la «odisea» de esta planta a través de diferentes clasificaciones taxonómicas de gramíneas (al haber sido incluida, en un momento u otro, en nueve géneros diferentes).

## Especies
- Odyssea jaegeri
- Odyssea mucronata
- Odyssea paucinervis